# Ginzia pluto
Ginzia pluto är en fjärilsart som beskrevs av John Henry Leech 1893/4. Ginzia pluto ingår i släktet Ginzia och familjen juvelvingar. Inga underarter finns listade i Catalogue of Life.